# Tenorioseius hawaiiensis
Tenorioseius hawaiiensis är en spindeldjursart som först beskrevs av Wainstein 1983.  Tenorioseius hawaiiensis ingår i släktet Tenorioseius och familjen Phytoseiidae. Inga underarter finns listade i Catalogue of Life.